# Garsevan Chavchavadze
Garsevan Chavchavadze (en georgiano: გარსევან ჭავჭავაძე; 20 de julio de 1757-7 de abril de 1811), conocido en fuentes rusas como Garsevan Revazovich Chavchavadze (en ruso: Гарсеван Ревазович Чавчавадзе) y anecdóticamente David Chavchavadze (en ruso: Давид Чавчавадзе), fue un tavadi y mouravi georgiano, ayudante de campo del rey Heraclio II del Reino de Kartli-Kajetia.
Se convirtió en el representante plenipotenciario del monarca georgiano en las negociaciones sobre el establecimiento de un protectorado ruso sobre Georgia tras la victoria rusa en la guerra ruso-turca que aumentó la influencia de los zares en el Cáucaso y motivó a los dominios georgianos a liberarse de los tributos a los otomanos y los safávidas. Es considerado el primer ministro plenipotenciario (embajador) de Georgia en San Petersburgo, habiéndose desempeñado en el cargo de 1783 a 1801, bajo los reinados de Catalina II, Pablo I y Alejandro I.

## Biografía
Era hijo del tavadi Revaz de la Casa de Chavchavadze, que ocupaba el cargo de eshikagasbashi (un noble protocolario de gran importancia ejecutiva en la corte georgiana).
Como noble educado en las artes militares, Garsevan Chavchavadze recibió títulos militares en el ejército de Kartli-Kajetia y participó junto con el rey Heraclio II en la campaña de Nader Shah contra los mogoles en 1738.
Posteriormente, durante 18 años fue representante permanente con rango de Ministro Plenipotenciario de Georgia en San Petersburgo (1783-1801) bajo Catalina II, Pablo I y Alejandro I.
Luchó por preservar la independencia de Georgia. Después de la abolición del estado georgiano en 1801, recibió el rango de consejero de estado en pleno en la corte imperial rusa. El 4 de junio de 1803, fue elegido primer líder de la nobleza provincial de Tiflis. En 1805 fue llamado a Rusia (por sospechas de participación en la conspiración antirrusa de 1804, en la que participó su hijo, Alejandro Chavchavadze) y hasta el final de su vida nunca recibió permiso para regresar a su tierra natal. Fue enterrado en el monasterio de Alejandro Nevski.

## Familia

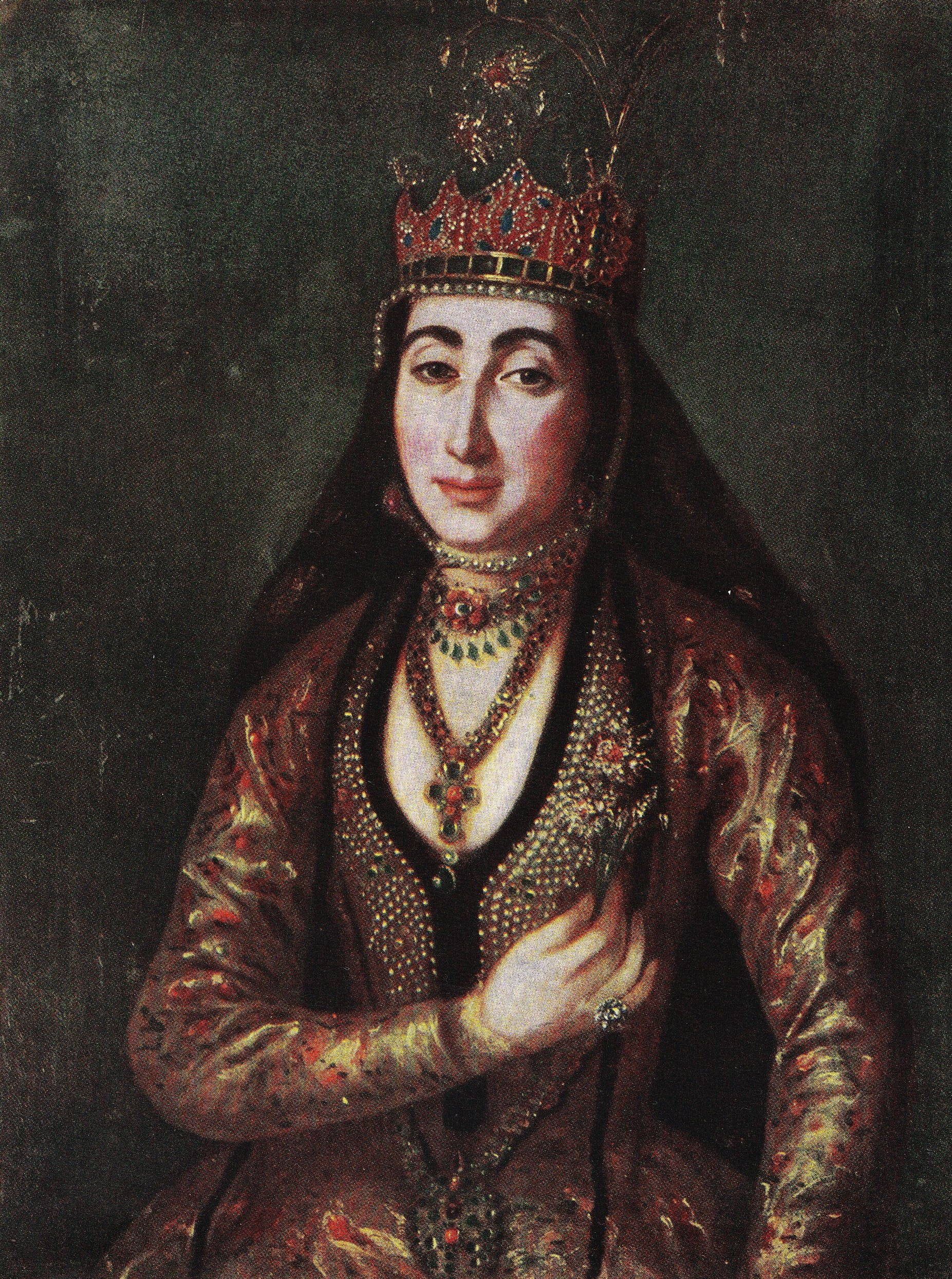
Esposa del príncipe Garsevan Chavchavadze, Mariam Avalishvili

Estuvo casado con la princesa Mariam (o Maya) Avalishvili (1 de abril de 1758-19 de mayo de 1836), hija del príncipe Iván (o Suljan) Avalishvili, y de este matrimonio nació:
- Alejandro Chavchavadze (1784-1846) - Príncipe, poeta y líder militar.